# Diên Điền
Diên Điền là một xã thuộc tỉnh Khánh Hòa, Việt Nam.

## Lịch sử
Ngày 16 tháng 6 năm 2025, Ủy ban Thường vụ Quốc hội ban hành Nghị quyết số 1667/NQ-UBTVQH15 về việc sắp xếp các đơn vị hành chính cấp xã của tỉnh Khánh Hòa năm 2025 (nghị quyết có hiệu lực từ ngày 16 tháng 6 năm 2025). Theo đó, hợp nhất xã Diên Sơn và Diên Phú vào xã Diên Điền.

## Địa lý
Xã Diên Điền có ranh giới với các xã, phường:
- Phía Bắc giáp xã Nam Ninh Hòa
- Phía Nam giáp phường Tây Nha Trang, xã Diên Khánh và Diên Lạc
- Phía Đông giáp phường Bắc Nha Trang
- Phía Tây giáp xã Diên Lâm

Xã có diện tích 63,74 km², dân số năm 2025 là 38.029 người, mật độ dân số đạt 597 người/km².